# Roger Yasukawa
Roger Yasukawa, né le 10 octobre 1977 à Los Angeles, est un pilote automobile américain. Il est issu d'une famille américano-japonaise.

## Biographie
Entre 2003 et 2010, Roger Yasukawa a participé à quarante courses en IndyCar Series : il a décroché neuf top 10, dont deux lors des 500 miles d'Indianapolis.

## Résultats en IndyCar Series

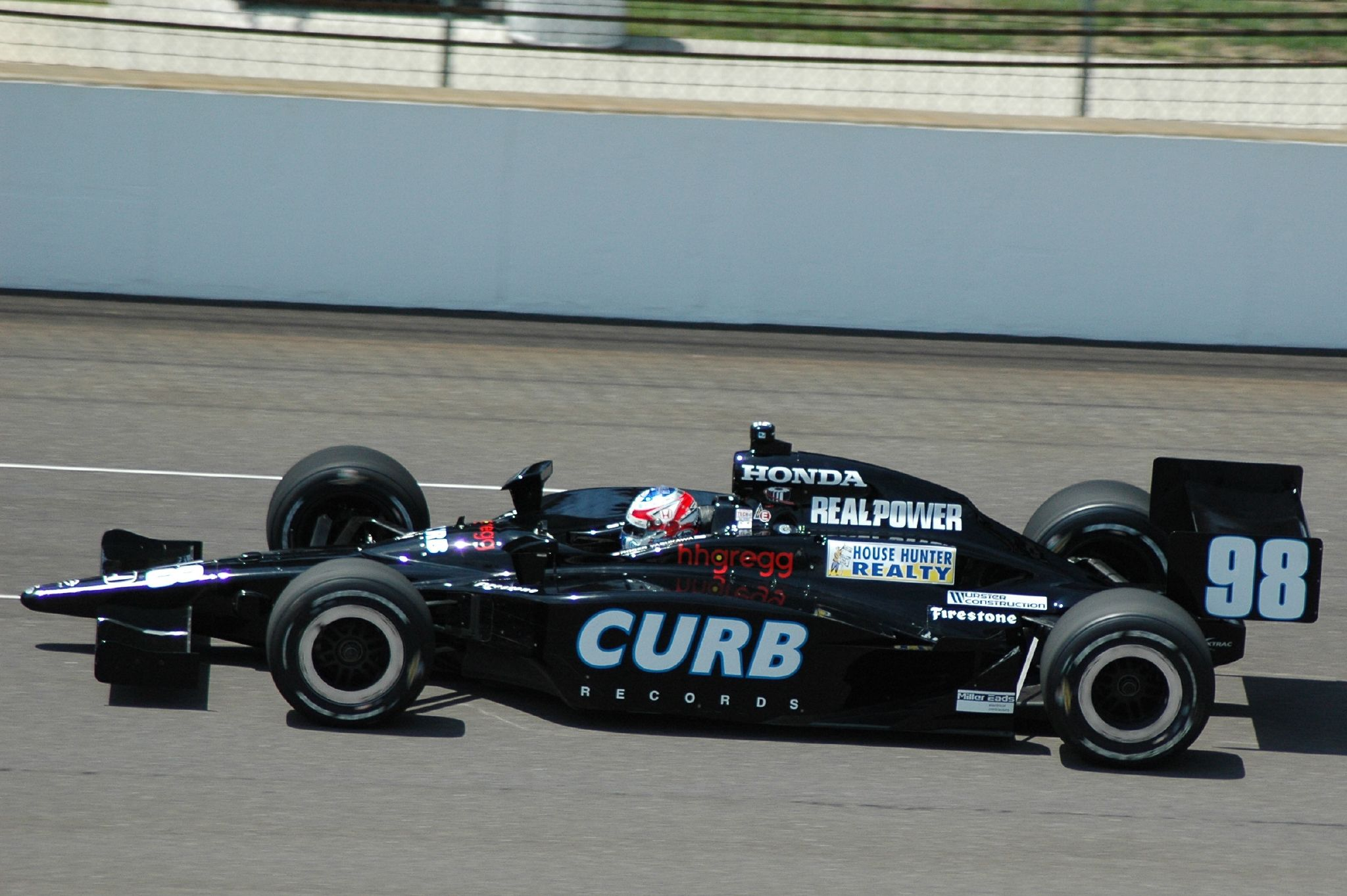
Roger Yasukawa aux essais lors des 500 miles d'Indianapolis 2008.

| Saison | Écurie                       | Châssis                    | Moteur        | Pneus     | Nombre de courses | Points inscrits | Classement |
| ------ | ---------------------------- | -------------------------- | ------------- | --------- | ----------------- | --------------- | ---------- |
| 2003   | Super Aguri Fernandez Racing | Dallara IR03               | Honda Indy V8 | Firestone | 16                | 301             | 12e        |
| 2004   | Rahal Letterman Racing       | G-Force Technologies GF09B | Honda Indy V8 | Firestone | 2                 | 39              | 28e        |
| 2005   | Dreyer & Reinbold Racing     | Dallara IR05               | Honda Indy V8 | Firestone | 17                | 246             | 17e        |
| 2006   | Playa del Racing             | Panoz GF09C                | Honda Indy V8 | Firestone | 1                 | 14              | 28e        |
| 2007   | Dreyer & Reinbold Racing     | Dallara IR05               | Honda Indy V8 | Firestone | 1                 | 12              | 30e        |
| 2008   | Beck Motorsports             | Dallara IR05               | Honda Indy V8 | Firestone | 1                 | 16              | 35e        |
| 2009   | Dreyer & Reinbold Racing     | Dallara IR05               | Honda Indy V8 | Firestone | 1                 | 12              | 39e        |
| 2010   | Conquest Racing              | Dallara IR05               | Honda Indy V8 | Firestone | 1                 | 12              | 40e        |